# Batalha de Landshut
A Batalha de Landshut foi um conflito da chamada Guerra da Quinta Coalizão, ocorrida em 21 de abril de 1809 entre o exército austríaco e os exércitos de França, Baviera e Württemberg sob Napoleão, que totalizava cerca de 77 000 homens, e 36 000 austríacos sob o comando do general Johann von Hiller. Os austríacos, embora em menor número, lutaram muito até a chegada de Napoleão, quando a batalha posteriormente se tornou uma clara vitória francesa.

## Prelúdio
Na verdade, houve dois combates em Landshut. A primeira ocorreu em 16 de abril, quando Hiller expulsou da cidade uma divisão defensiva da Baviera. Cinco dias depois, após a vitória francesa em Abensberg, a ala esquerda do exército austríaco (36 000 homens) retirou-se para Landshut (esta força foi mais uma vez liderada por Hiller). Napoleão acreditava que este era o principal exército austríaco e ordenou que Lannes perseguisse o inimigo. As tropas de Lannes alcançaram Hiller no dia 21. Hiller decidiu defender Landshut para permitir que seu trem de bagagem se retirasse. Em Landshut, o Isarrio era atravessado por duas pontes com uma pequena ilha no centro. Hiller posicionou postos avançados de cavalaria ao norte da cidade. Sua força principal foi posicionada em Landshut e ao sul em terrenos mais altos. No início da manhã, Hiller foi informado de que uma força francesa (57 000 homens) havia cruzado o rio Isar acima em Moosburg. Masséna liderou esta força.

## A batalha
Hiller percebeu que não conseguiria manter sua posição por muito tempo, pois Masséna tentava impedi-lo de escapar. Nesse ponto, sua cavalaria foi forçada a recuar pelas tropas de Lannes e os austríacos foram empurrados de volta para Landshut. Os franceses agora tomaram rapidamente a ponte norte sobre o rio e os austríacos se retiraram para a parte principal da cidade para defender a ponte sul. Os austríacos tentaram incendiar esta segunda ponte, mas devido às chuvas dos dias anteriores, o sucesso foi apenas parcial. No entanto, os austríacos conseguiram fechar os portões no final da ponte. Os franceses agora enfrentavam um ataque através da ponte em chamas. Napoleão ordenou a seu ajudante, general Georges Mouton, (mais tarde conde de Lobau) para assumir o comando dos granadeiros atacantes da 17ª Linha. Diante do forte fogo austríaco de todos os lados, Mouton ordenou que seus homens atacassem sem disparar seus mosquetes. Os granadeiros alcançaram o portão e o derrubaram, permitindo que as tropas bávaras reforçassem rapidamente a brecha.
A luta agora continuava nas ruas da própria Landshut. No entanto, os franceses cruzaram uma ponte imediatamente a oeste da cidade e agora estavam entrando em Landshut pelo sul.

## Consequências
Muitos dos defensores foram capturados, mas Hiller conseguiu recuar com o grosso de sua força em direção a Neumarkt am Wallersee. Landshut finalmente caiu nas mãos dos franceses logo após o meio-dia. A força austríaca sofreu cerca de 10 000 baixas, além de perder 30 canhões, mas, mais importante, eles perderam muitos caixões, um trem flutuante e milhares de vagões de suprimentos. As vitoriosas forças francesas passaram grande parte da tarde saqueando esses suprimentos.
 

A outra parte do exército austríaco foi atacada na Batalha de Eckmühl.